# 亞斯島

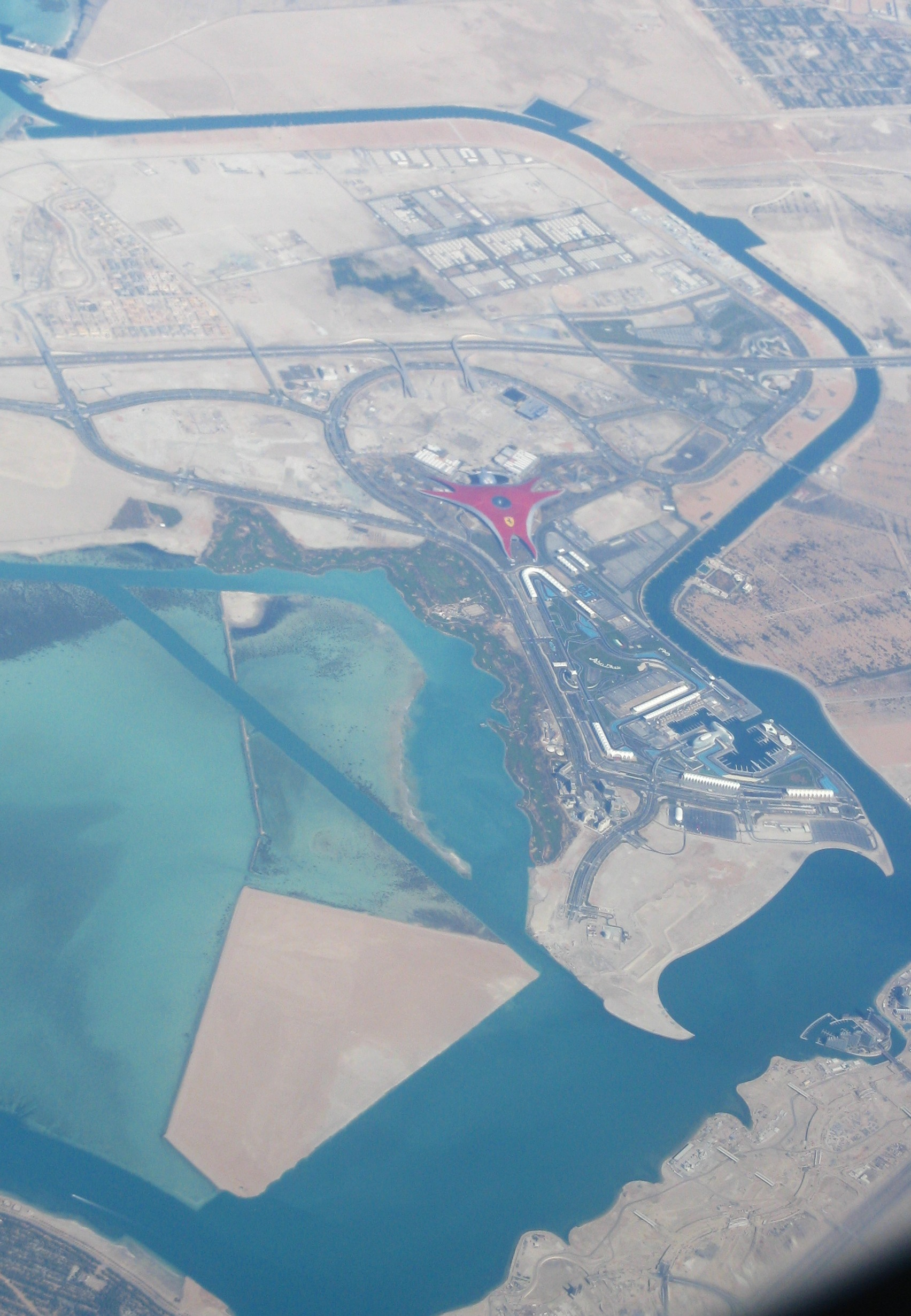
亚斯岛

亚斯岛（阿拉伯语：جزيرة ياس）是位于阿拉伯联合酋长国阿布扎比的一个岛屿。它占地总面积为25平方公里。亚斯码头赛道位於亚斯岛上，自2009年以来，该赛道一直是一级方程式赛车阿布扎比大奖赛的举办地。